# Phare de Cape Scott
Le phare de Cape Scott est un phare érigé dans le parc provincial de Cape Scott Provincial Park (en), à la pointe nord-ouest de l'île de Vancouver, dans le District régional de Mount Waddington (Province de la Colombie-Britannique), au Canada. Il se trouve sur un terrain du Ministère de la Défense nationale.
Ce phare est géré par la Garde côtière canadienne .

## Histoire
Cape Scott est un promontoire de 150 m à l'extrême nord-ouest relié à l'île de Vancouver. par un cordon de sable. En 1927, une lumière rouge, non surveillée, avait été montée sur un mât en bois. Durant la seconde guerre mondiale, une station radar a été installée par l'armée de l'air canadienne.
En 1959, après l'abandon, du site, une habitation pour les gardiens a été bâtie, ainsi qu'un bâtiment de corne de brume. Une tour a été construite sur la plateforme pour porter l'ancienne lumière.

## Description
Le phare actuel, mis en service en 1981, est une tour carrée à ossature d'acier, avec galerie et grande lanterne, de 9 m de haut. Elle est posée sur la fondation d'une ancienne station radar de la seconde guerre mondiale.
Il émet, à une hauteur focale de 70 m, un éclat blanc toutes les 10 secondes. Sa portée nominale est de milles nautiques (environ  km).
Cette station légère est pourvue de personnel résident. Outre le phare et la maison des gardiens, elle possède aussi un bâtiment de corne de brume.
Identifiant : ARLHS : CAN-107 - Amirauté : G-5172 - NGA : 14336 - CCG : 0066 .

### Lien connexe
- Liste des phares de la Colombie-Britannique